# Brouennes
Brouennes is een gemeente in het Franse departement Meuse (regio Grand Est) en telt 160 inwoners (2004). De plaats maakt deel uit van het arrondissement Verdun.

## Geografie
| Aangrenzende gemeenten | Aangrenzende gemeenten | Aangrenzende gemeenten | Aangrenzende gemeenten | Aangrenzende gemeenten |
| ---------------------- | ---------------------- | ---------------------- | ---------------------- | ---------------------- |
| Nepvant                |                        | Lamouilly Bièvres      |                        | Chauvency-Saint-Hubert |
|                        |                        |                        |                        |                        |
| Stenay                 | Chauvency-le-Château   |                        |                        |                        |
|                        |                        |                        |                        |                        |
| Baâlon                 |                        |                        |                        | Quincy-Landzécourt     |

De onderstaande kaart toont de ligging van Brouennes met de belangrijkste infrastructuur en aangrenzende gemeenten.

## Demografie
Onderstaande figuur toont het verloop van het inwonertal (bron: INSEE-tellingen).